# Mike McLeod
Mike McLeod, född den 25 januari 1952 i Dilston, Storbritannien, är en brittisk friidrottare inom långdistanslöpning.
Han tog OS-silver på 10 000 meter vid friidrottstävlingarna 1984 i Los Angeles.